# 聖安東橋

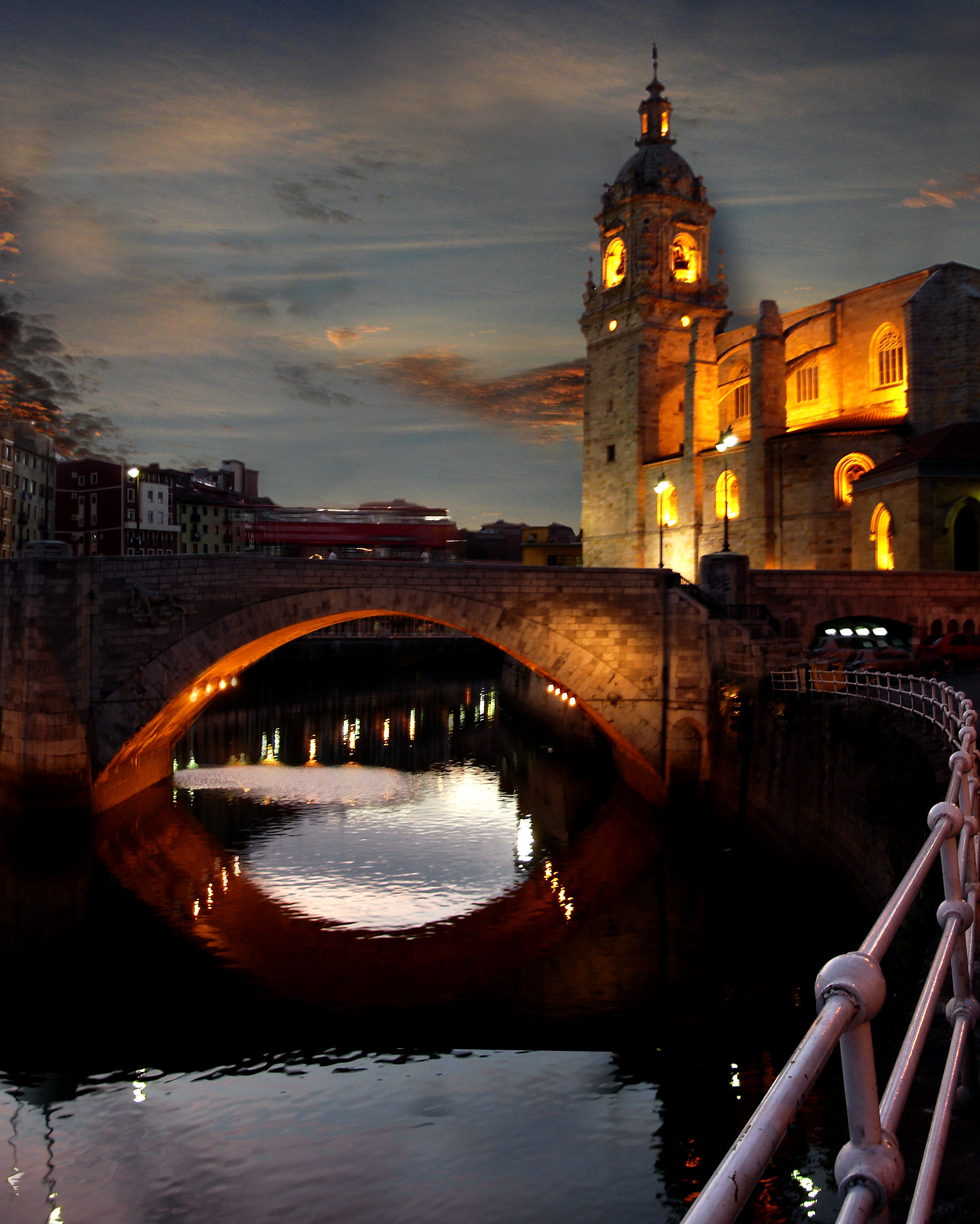

聖安東橋（西班牙語：Puente de San Antón，巴斯克語：San Antongo zubia）是西班牙城市畢爾包的一座拱橋。和大聖安東尼教堂相鄰。聖安東橋是畢爾包市內歷史最古老的橋樑，最初的橋樑開通於1318年。聖安東橋是畢爾包的象徵之一，出現在畢爾包的市徽上。聖安東橋在歷史上多次被洪水沖毀。1880年，市政廳決定修建新橋。現在的橋樑修建於1937年西班牙內戰之後。
43°15′17″N 2°55′23″W / 43.25472°N 2.92306°W